# O’Brien Provincial Park
Der O’Brien Provincial Park ist ein Naturschutzgebiet im Westen der kanadischen Provinz Alberta.
Der nur 65,22 ha große Provinzpark gehört zu den kleinsten der Provincial Parks in Alberta. Er liegt 15 km südlich der Stadt Grande Prairie, jedoch bereits im Municipal District of Greenview No. 16, nahe der Gemeinde Grovedale im Tal des Wapiti River auf etwa 520 m Meereshöhe.
Der O’Brien Provincial Park wurde am 29. Juni 1954 eingerichtet und wird von Alberta Community Development betrieben. Er bietet Möglichkeiten für Wassersport und zum Angeln. Der Zugang erfolgt über die Bighorn Route und den Alberta Highway 666.